# Antigua i Barbuda na Mistrzostwach Świata w Lekkoatletyce 2022
Antigua i Barbuda na Mistrzostwach Świata w Lekkoatletyce 2022 – reprezentacja Antigua i Barbudy podczas mistrzostw świata w Eugene liczyła 2 zawodników, którzy nie zdobyli żadnego medalu.

## Skład reprezentacji

### Mężczyźni
| Zawodnik  | Konkurencja   | Preeliminacje | Preeliminacje | Eliminacje   | Eliminacje | Półfinał | Półfinał | Finał    | Finał   | Źródło |
| Zawodnik  | Konkurencja   | Rezultat      | Pozycja       | Rezultat     | Pozycja    | Rezultat | Pozycja  | Rezultat | Pozycja | Źródło |
| --------- | ------------- | ------------- | ------------- | ------------ | ---------- | -------- | -------- | -------- | ------- | ------ |
| C. Greene | Bieg na 100 m | BYE           | BYE           | 10,17 (,164) | 27.        | NQ       | NQ       | NQ       | NQ      | [ 1 ]  |

### Kobiety
| Zawodniczka  | Konkurencja   | Eliminacje | Eliminacje | Półfinał | Półfinał | Finał | Finał   | Źródło      |
| Zawodniczka  | Konkurencja   | Wynik      | Pozycja    | Wynik    | Pozycja  | Wynik | Pozycja | Źródło      |
| ------------ | ------------- | ---------- | ---------- | -------- | -------- | ----- | ------- | ----------- |
| Joella Lloyd | bieg na 100 m | 11,27      | 27.        | NQ       | NQ       | NQ    | NQ      | [ 2 ]       |
| Joella Lloyd | bieg na 200 m | 22,99      | 23. q      | 23,38    | 23.      | NQ    | NQ      | [ 3 ] [ 4 ] |